# Тальновский щебёночный завод
Тальновский щебёночный завод (укр. Тальнівський щебеневий завод) — промышленное предприятие в городе Тальновского района Черкасской области Украины.

## История
Карьер по добыче камня на окраине селения Тальное Уманского уезда Киевской губернии Российской империи действовал уже в начале XX века, но до революции 1917 года это было небольшое предприятие с ручным трудом и использованием лошадей в качестве тягловой силы.
В ходе гражданской войны Тальное оказалось в зоне боевых действий, хозяйственная деятельность была дезорганизована и добыча камня на некоторое время прекратилась. В 1923 году Тальное стало районным центром, в 1926 году получило статус посёлка городского типа, что способствовало экономическому развитию селения.
В соответствии с первым планом развития народного хозяйства СССР началось оснащение карьера новым оборудованием отечественного производства, к нему была проложена железнодорожная ветка.
Во время Великой Отечественной войны с 29 июля 1941 до 9 марта 1944 года город находился под немецкой оккупацией. В дальнейшем завод был восстановлен и возобновил работу. В ходе послевоенного восстановления страны потребность в строительных материалах увеличилась, и завод увеличил объёмы производства.
В соответствии с семилетним планом развития народного хозяйства (1959—1965) в 1959—1960 гг. завод был реконструирован. 
В целом, в советское время щебёночный завод входил в число ведущих предприятий города, на его балансе находились здравпункт, жилые дома и другие объекты социальной инфраструктуры.
После провозглашения независимости Украины государственное предприятие было преобразовано в закрытое акционерное общество.
После Евромайдана и разрыва хозяйственных связей с Россией в 2014 году положение предприятия осложнилось, так как значительная часть щебня ранее продавалась в Россию. В начале сентября 2015 года завод работал на 20% от мощности.
В дальнейшем, предприятие было реорганизовано в общество с ограниченной ответственностью.

## Деятельность
Предприятие производит нерудные строительные материалы (щебень и бутовый камень).